# Marpak
Marpak (nep. मार्पाक) – gaun wikas samiti w środkowej części Nepalu w strefie Bagmati w dystrykcie Dhading. Według nepalskiego spisu powszechnego z 2001 roku liczył on 807 gospodarstw domowych i 4499 mieszkańców (2362 kobiet i 2137 mężczyzn).